# Baie de Terrebonne
La baie de Terrebonne est une baie située sur le golfe du Mexique, au Sud de la Louisiane, aux États-Unis. Le bayou Terrebonne s'y jette en une embouchure constituée de plusieurs bouches.

## Géographie
La baie de Terrebonne forme la partie occidentale d'une plus grande baie dont la partie orientale s'appelle la baie Timbalier. Elle est séparée de cette dernière par une bande de terre entrecoupée de bayous. La baie de Terrebonne est située dans la paroisse de Terrebonne.
Sa partie intérieure est constituée par une étendue d'eau appelé Lac Barré.
La baie de Terrebonne est séparée du golfe du Mexique par la plus grande des îles Timbalier.

## Histoire
La côte occidentale de la baie de Terrebonne est constituée de nombreuses échancrures formant des petits lacs ouverts (Lake Pelto, Lake La Graisse, Lake Jean Pierre, Lake Saint Jean Baptiste) et de petites baies (Tambour Bay, Troiscents Piquets Bay, Sainte Elaine Bay, Bay Blanc, Bay Chaland, Bay Negresse, Bay La Fleur, Bay Bourbeux, Bay La Peur, etc.). Les toponymies de tous ces lieux sont d'origine française et font partie de la région cajun de l'Acadiane peuplée de Cadiens venus s'installer en Louisiane française après leur déportation à la suite du Grand dérangement.